# Hucqueliers
Hucqueliers est une commune française située dans le département du Pas-de-Calais en région Hauts-de-France. Ses habitants sont appelés les Hucquelois.
La commune fait partie de la communauté de communes du Haut Pays du Montreuillois qui regroupe 49 communes et compte 15 703 habitants en 2021.

## Géographie

### Localisation
Localisée dans l'ouest du département du Pas-de-Calais, Hucqueliers est une commune située, à vol d'oiseau, à 15 km au nord-est de la commune de Montreuil-sur-Mer (chef-lieu d'arrondissement).
Le territoire de la commune est limitrophe de ceux de cinq communes.
Les communes limitrophes sont Bourthes, Preures, Bimont, Maninghem et Wicquinghem.

### Géologie et relief
La superficie de la commune est de 7,62 km2 ; son altitude varie de 92  à   172 m.

### Hydrographie
Le territoire de la commune est situé dans le bassin Artois-Picardie.
La commune est traversée par le Baillons, cours d'eau naturel non navigable de 9,57 km qui prend sa source dans la commune et se jette dans la Course ou Canche au niveau de la commune de Beussent.

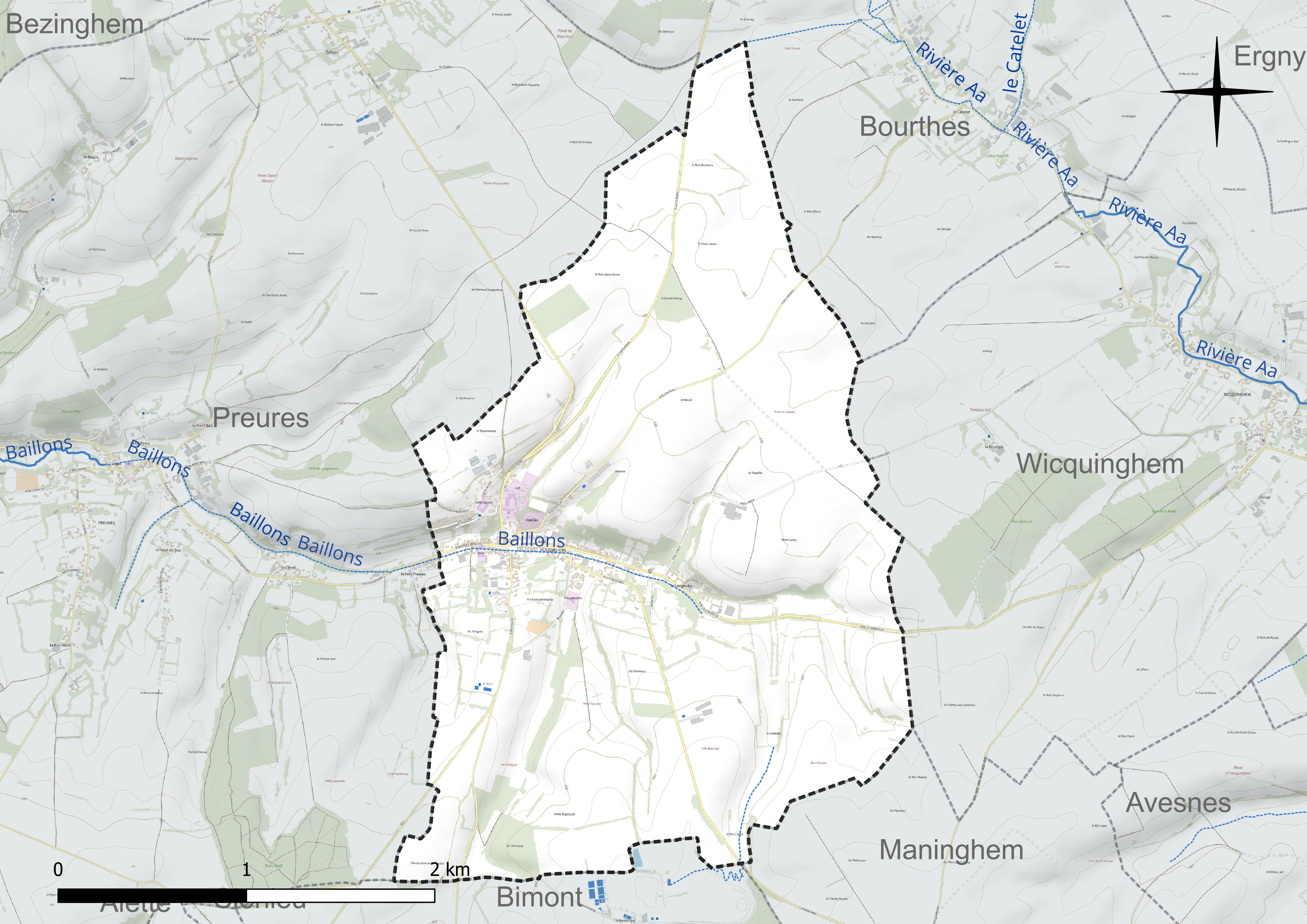
Réseau hydrographique d'Hucqueliers.

### Climat
Pour des articles plus généraux, voir Climat des Hauts-de-France et Climat du Pas-de-Calais.
En 2010, le climat de la commune est de type climat océanique franc, selon une étude du CNRS s'appuyant sur une série de données couvrant la période 1971-2000. En 2020, Météo-France publie une typologie des climats de la France métropolitaine dans laquelle la commune est exposée à un climat océanique et est dans la région climatique Côtes de la Manche orientale, caractérisée par un faible ensoleillement (1 550 h/an) ; forte humidité de l’air (plus de 20 h/jour avec humidité relative > 80 % en hiver), vents forts fréquents.
Pour la période 1971-2000, la température annuelle moyenne est de 10,3 °C, avec une amplitude thermique annuelle de 13,4 °C. Le cumul annuel moyen de précipitations est de 880 mm, avec 13 jours de précipitations en janvier et 8,8 jours en juillet. Pour la période 1991-2020, la température moyenne annuelle observée sur la station météorologique la plus proche, située sur la commune de Nielles-lès-Bléquin à 15 km à vol d'oiseau, est de 10,6 °C et le cumul annuel moyen de précipitations est de 976,9 mm,. Pour l'avenir, les paramètres climatiques de la commune estimés pour 2050 selon différents scénarios d'émission de gaz à effet de serre sont consultables sur un site dédié publié par Météo-France en novembre 2022.

### Paysages
Pour un article plus général, voir Paysage en France.
La commune est située à la jonction de deux paysages tels qu'ils sont définis dans l'atlas des paysages de la région Nord-Pas-de-Calais, conçu par la direction régionale de l'Environnement, de l'Aménagement et du Logement (DREAL), : 
- le « paysage montreuillois » , qui concerne 98 communes, se délimite : à l'Ouest par des falaises qui, avec le recul de la mer, ont donné naissance aux bas-champs ourlées de dunes ; au Nord par la boutonnière du Boulonnais ; au sud par le vaste plateau formé par la vallée de l'Authie, et à l'Est par les paysages du Ternois et de Haut-Artois. Ce paysage régional, avec, dans son axe central, la vallée de la Canche et ses nombreux affluents comme la Course, la Créquoise, la Planquette…, offre une alternance de vallées et de plateaux, appelée « ondulations montreuilloises ». Dans ce paysage, et plus particulièrement sur les plateaux, on cultive la betterave sucrière, le blé et le maïs, et les plateaux entre la Ternoise et la Créquoise sont couverts de vastes massifs forestiers comme la forêt d'Hesdin, les bois de Fressin, Sains-lès-Fressin, Créquy…[12].

- les « paysages des hauts plateaux artésiens », qui concernent 77 communes du Pas-de-Calais, se situent à l'extrémité ouest des collines de l'Artois qui traversent le Pas-de-Calais d'Arras au Boulonnais. L'alltitude de ces paysages dépassent les 180 mètres. Ces dimensions sont modestes, d'une quinzaine de kilomètres du sud-est au nord-ouest et d'une vingtaine de kilomètres dans sa dimension la plus grande[13].

Ces « paysages des hauts plateaux artésiens », appelés aussi « Haut Artois », se caractérisent par trois ensembles écopaysagers :
- - l'ensemble mésophile ouvert du plateau artésien calcaire ;
  - l'ensemble alluvial des fonds de vallée de la Lys et de l'Aa ;
  - l'ensemble calcicole des versants calcaires des vallées[13].

Le « Haut Artois » dispose d'une importante densité de corridors biologiques bien interconnectés.
Dans le « Haut Artois », pas de villes, c'est une des rares terres rurales de la région, les communes les plus importantes sont, du nord au sud, Lumbres, Fauquembergues et Fruges. Le « Haut Artois », drainé par l'Aa et la Lys, constitue le sommet de l'anticlinal artésien, paysage ventée, froid et aux précipitations importantes qui en font le château d'eau régional.
Leș cultures représentent environ 60 % des sols, les prairies entre 26 et 27 %, les bois de 5 à 8 % et les villages et bourgs de 5 à 8 %, l'industrie y est peu présente.

### Milieux naturels et biodiversité

#### Zones naturelles d'intérêt écologique, faunistique et floristique
L’inventaire des zones naturelles d'intérêt écologique, faunistique et floristique (ZNIEFF) a pour objectif de réaliser une couverture des zones les plus intéressantes sur le plan écologique, essentiellement dans la perspective d’améliorer la connaissance du patrimoine naturel national et de fournir aux différents décideurs un outil d’aide à la prise en compte de l’environnement dans l’aménagement du territoire.
Le territoire communal comprend deux ZNIEFF de type 2 : 
- la vallée de la Course. Elle se situe dans le pays de Montreuil et plus précisément dans l’entité paysagère des ondulations montreuilloises[14] ;
- la haute vallée de l’Aa et ses versants en amont de Remilly-Wirquin. La haute vallée de l’Aa se rattache à l’entité paysagère des hauts plateaux artésiens, elle intègre la source de ce fleuve côtier situé à Bourthes et les premiers kilomètres de ce cours d’eau qui trace un sillon profond dans les collines de l'Artois[15].

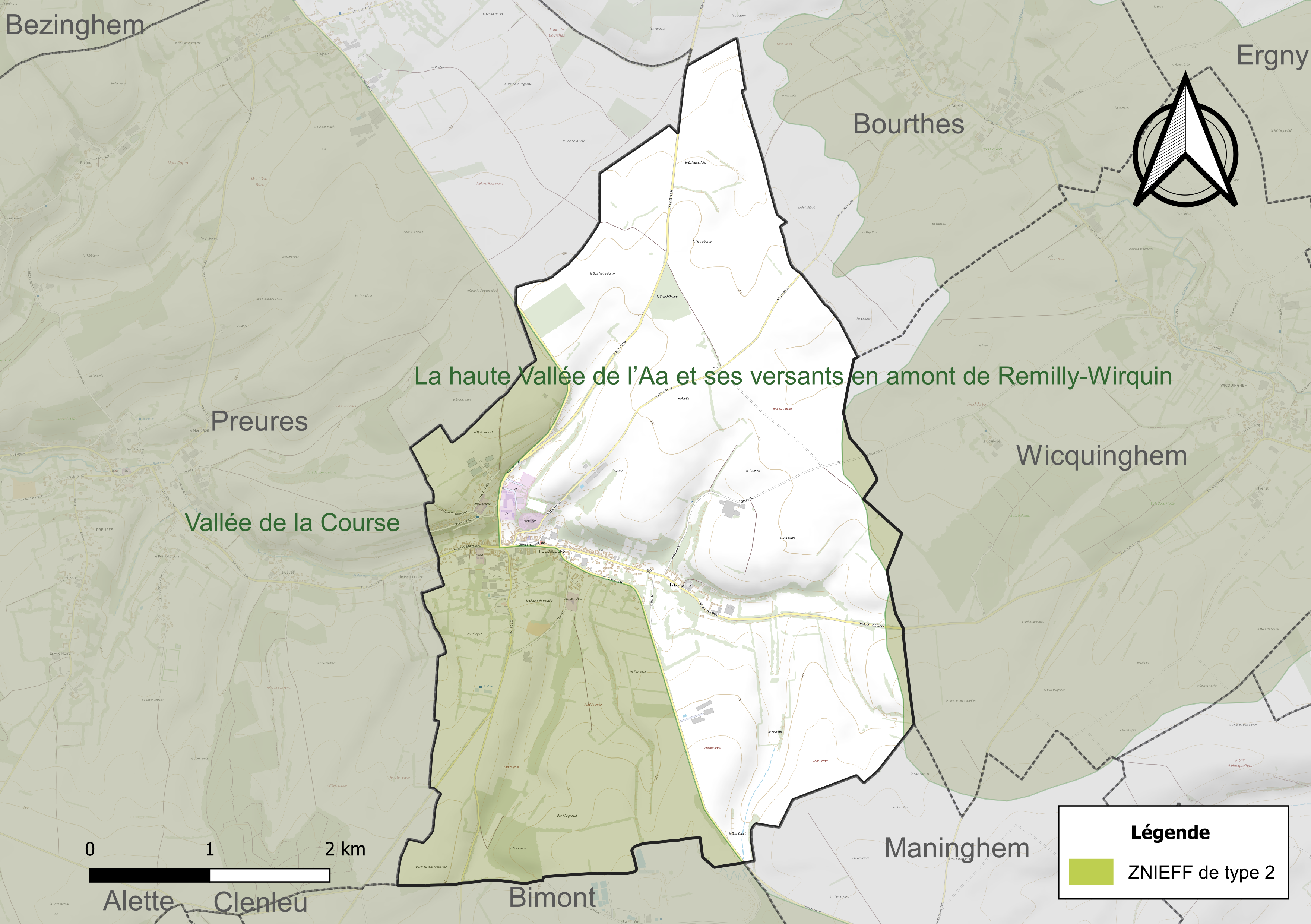
Carte des ZNIEFF sur la commune.

#### Espèces faunistiques et floristiques
L’Inventaire national du patrimoine naturel (INPN) recense plusieurs espèces faunistiques et floristiques sur le territoire de la commune dont certaines sont protégées et d’autres menacées et quasi-menacées.

## Urbanisme

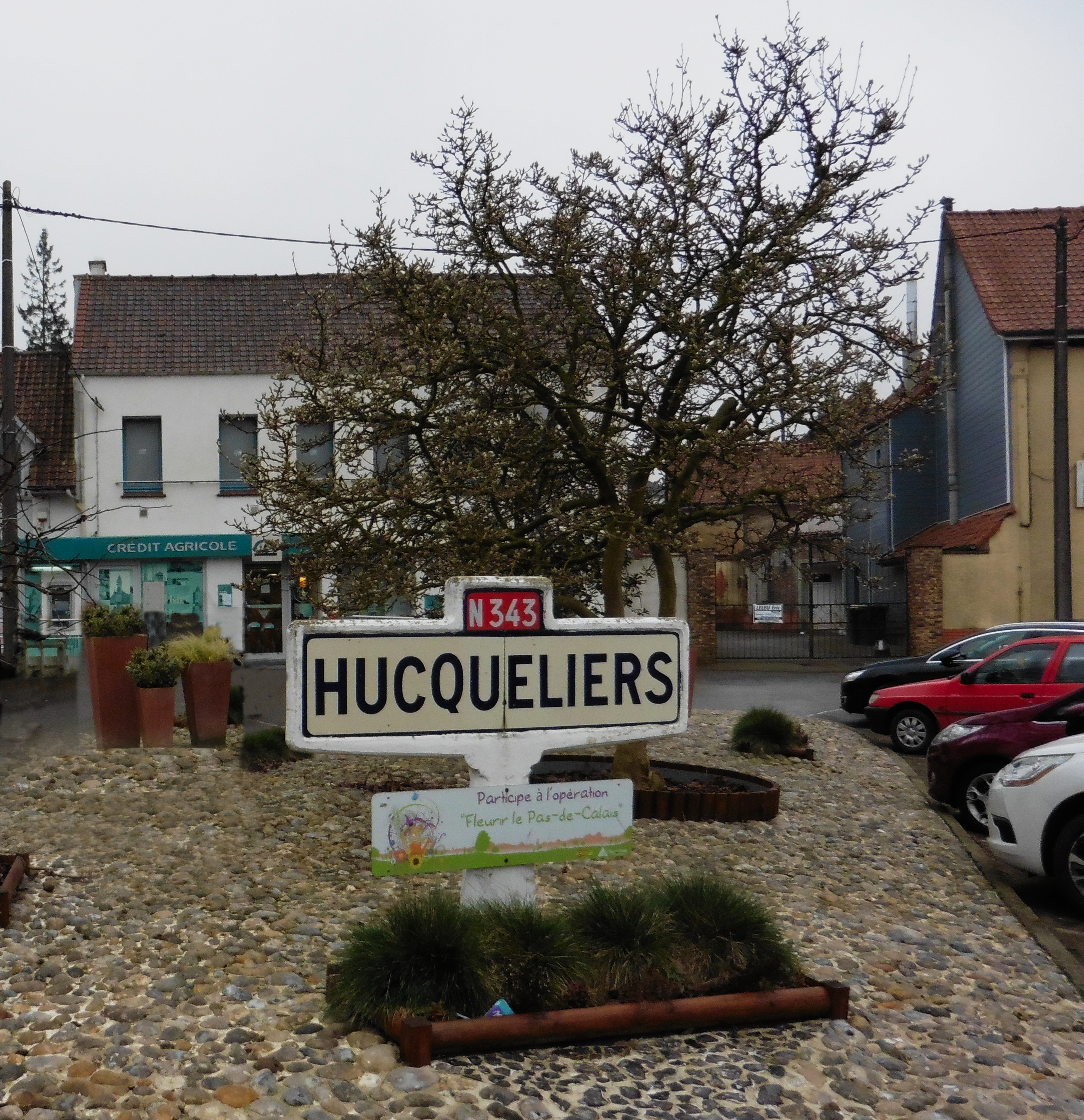
Panneau d'entrée d'agglomération.

### Typologie
Au 1er janvier 2024, Hucqueliers est catégorisée commune rurale à habitat dispersé, selon la nouvelle grille communale de densité à sept niveaux définie par l'Insee en 2022.
Elle est située hors unité urbaine et hors attraction des villes,.

### Occupation des sols
L'occupation des sols de la commune, telle qu'elle ressort de la base de données européenne d’occupation biophysique des sols Corine Land Cover (CLC), est marquée par l'importance des territoires agricoles (94,4 % en 2018), une proportion sensiblement équivalente à celle de 1990 (94,6 %). La répartition détaillée en 2018 est la suivante : 
terres arables (67,2 %), prairies (27,1 %), zones urbanisées (5,6 %). L'évolution de l’occupation des sols de la commune et de ses infrastructures peut être observée sur les différentes représentations cartographiques du territoire : la carte de Cassini (XVIIIe siècle), la carte d'état-major (1820-1866) et les cartes ou photos aériennes de l'IGN pour la période actuelle (1950 à aujourd'hui).

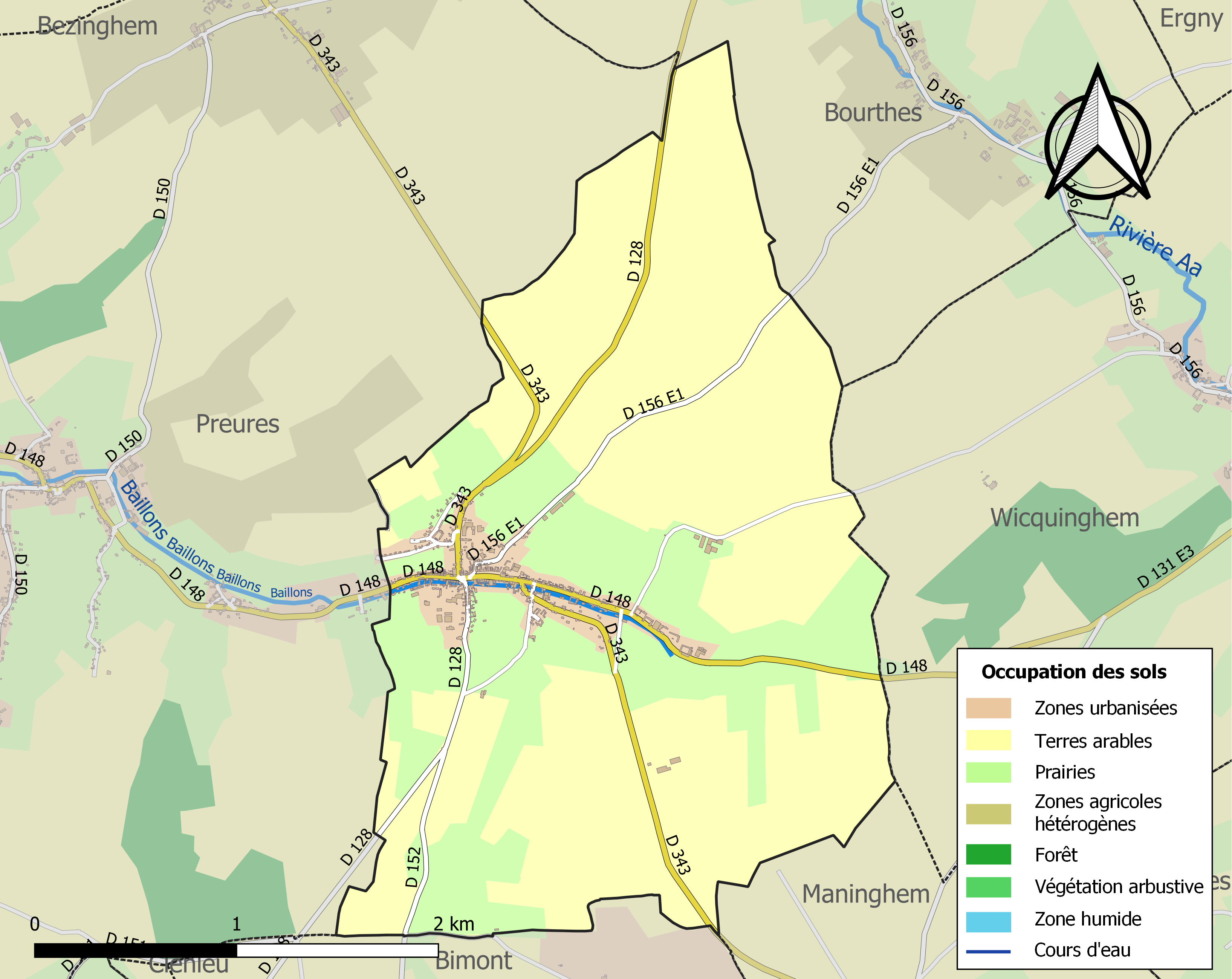
Carte des infrastructures et de l'occupation des sols de la commune en 2018 (CLC).

### Voies de communication et transports

#### Transport ferroviaire
La commune était située sur la ligne de chemin de fer Aire-sur-la-Lys - Berck-Plage, une ancienne ligne de chemin de fer qui reliait dans le département du Pas-de-Calais, entre 1893 et 1955, Aire-sur-la-Lys à Berck.

### Risques naturels et technologiques
La commune est reconnue en état de catastrophe naturelle à la suite des inondations et coulées de boue du 29 octobre 2012.

## Toponymie
Le nom de la localité est attesté sous les formes Hukelirs (1069), Hucclers (1119), Huclers (1157), Hukelies (XIIe siècle), Hukelieres (1248), Hukeliers (1257), Hucliers (1311), Hocquelus (1345), Huquelel (1447), Huckeliers (v. 1512), Hucqueliere (1550), Huqueliers (XVIIe siècle), Hucher-en-Bolonnois (1715).
D'un nom de personne germanique Hugo suivi du germanique laar « clairière ».

## Politique et administration

### Découpage territorial
La commune se trouve dans l'arrondissement de Montreuil du département du Pas-de-Calais.

#### Commune et intercommunalités
La commune est membre de la communauté de communes du Haut Pays du Montreuillois.

#### Circonscriptions administratives
La commune est rattachée au canton de Lumbres.

#### Circonscriptions électorales
Pour l'élection des députés, la commune fait partie de la quatrième circonscription du Pas-de-Calais.

### Élections municipales et communautaires
À la suite de la mort du maire, Jean-François Compiègne, le 8 mars 2015, des élections municipales sont organisées par la préfecture afin de compléter le conseil municipal, qui aura à élire son nouveau maire. Dans l'intervalle, le premier maire-adjoint assure l'intérim.

#### Liste des maires
| Période                                  | Période                    | Identité                | Étiquette | Qualité                                                                                      |
| ---------------------------------------- | -------------------------- | ----------------------- | --------- | -------------------------------------------------------------------------------------------- |
| Les données manquantes sont à compléter. |                            |                         |           |                                                                                              |
| avant 1988                               | ?                          | Gilles Sénécat          |           |                                                                                              |
| mars 2001                                | 2008                       | Serge Bordzakian        |           |                                                                                              |
| mars 2008                                | 8 mars 2015,               | Jean-François Compiègne | UMP       | Comptable conseil Président de la CC du Canton d'Hucqueliers (2008 → 2015 ) Mort en fonction |
| 12 juin 2015                             | mai 2020                   | Gérard Chevalier        |           |                                                                                              |
| mai 2020                                 | En cours (au 24 mars 2022) | Stéphane Leleu          |           | Agriculteur,                                                                                 |

## Équipements et services publics

### Postes et télécommunications
À la suite de la prochaine fermeture des bureaux de plein exercice de la Poste et des différentes propositions de la directrice de secteur de la Poste, le conseil municipal de la commune a voté pour le maintien d’un bureau de poste sous forme d’une agence postale communale et va proposer à la communauté de communes de porter ce projet. Le projet voit le jour le 6 décembre 2022 avec l'ouverture d'une agence postale communale dans les locaux de la mairie.

### Santé
À la suite d'un projet initié en 2014 par la communauté de communes, la maison de santé d'Hucqueliers est inaugurée en 2019. Des professionnels paramédicaux s'installent mais il faut attendre octobre 2021 et la réactivation par l'agence régionale de santé (ARS) de l'aide à l'installation de nouveaux médecins, pour voir emménager trois jeunes médecins.

## Population et société

### Démographie
Les habitants sont appelés les Hucquelois.

#### Évolution démographique
L'évolution du nombre d'habitants est connue à travers les recensements de la population effectués dans la commune depuis 1793. Pour les communes de moins de 10 000 habitants, une enquête de recensement portant sur toute la population est réalisée tous les cinq ans, les populations de référence des années intermédiaires étant quant à elles estimées par interpolation ou extrapolation. Pour la commune, le premier recensement exhaustif entrant dans le cadre du nouveau dispositif a été réalisé en 2006.

En 2022, la commune comptait 490 habitants, en évolution de +4,93 % par rapport à 2016 (Pas-de-Calais : −0,72 %, France hors Mayotte : +2,11 %).
| 1793 | 1800 | 1806 | 1821 | 1831 | 1836 | 1841 | 1846 | 1851 |
| ---- | ---- | ---- | ---- | ---- | ---- | ---- | ---- | ---- |
| 690  | 721  | 706  | 720  | 726  | 746  | 739  | 798  | 774  |

| 1856 | 1861 | 1866 | 1872 | 1876 | 1881 | 1886 | 1891 | 1896 |
| ---- | ---- | ---- | ---- | ---- | ---- | ---- | ---- | ---- |
| 728  | 720  | 708  | 693  | 694  | 669  | 688  | 714  | 691  |

| 1901 | 1906 | 1911 | 1921 | 1926 | 1931 | 1936 | 1946 | 1954 |
| ---- | ---- | ---- | ---- | ---- | ---- | ---- | ---- | ---- |
| 662  | 695  | 650  | 608  | 582  | 544  | 554  | 616  | 524  |

| 1962 | 1968 | 1975 | 1982 | 1990 | 1999 | 2006 | 2011 | 2016 |
| ---- | ---- | ---- | ---- | ---- | ---- | ---- | ---- | ---- |
| 521  | 555  | 558  | 528  | 539  | 505  | 524  | 517  | 467  |

| 2021 | 2022 | - | - | - | - | - | - | - |
| ---- | ---- | - | - | - | - | - | - | - |
| 472  | 490  | - | - | - | - | - | - | - |

#### Pyramide des âges
En 2018, le taux de personnes d'un âge inférieur à 30 ans s'élève à 34,3 %, soit en dessous de la moyenne départementale (36,7 %). À l'inverse, le taux de personnes d'âge supérieur à 60 ans est de 32,6 % la même année, alors qu'il est de 24,9 % au niveau départemental.
En 2018, la commune comptait 207 hommes pour 244 femmes, soit un taux de 54,10 % de femmes, largement supérieur au taux départemental (51,50 %).
Les pyramides des âges de la commune et du département s'établissent comme suit.
| Hommes | Classe d’âge | Femmes |
| ------ | ------------ | ------ |
| 1,0    | 90 ou +      | 0,8    |
| 10,9   | 75-89 ans    | 17,1   |
| 16,1   | 60-74 ans    | 18,6   |
| 25,0   | 45-59 ans    | 13,4   |
| 13,8   | 30-44 ans    | 14,9   |
| 18,9   | 15-29 ans    | 20,8   |
| 14,4   | 0-14 ans     | 14,4   |

| Hommes | Classe d’âge | Femmes |
| ------ | ------------ | ------ |
| 0,5    | 90 ou +      | 1,6    |
| 5,6    | 75-89 ans    | 8,9    |
| 16,7   | 60-74 ans    | 18,1   |
| 20,2   | 45-59 ans    | 19,2   |
| 18,9   | 30-44 ans    | 18,1   |
| 18,2   | 15-29 ans    | 16,2   |
| 19,9   | 0-14 ans     | 17,9   |

## Culture locale et patrimoine

### Lieux et monuments
- Le château.
- L'église Saint-André. Elle héberge une cloche datant de la fin du XVIIe siècle, répertoriée dans la base Palissy, classée depuis 1908, au titre d'objet des monuments historiques[44].
- Le monument aux morts* Le monument aux morts[45]. En juin 2023, des festivités sont organisées pour fêter le centenaire du monument[46].
- Hucqueliers Churchyard. Deux tombes de soldats britanniques de la Première Guerre mondiale se trouvent dans le cimetière[47].

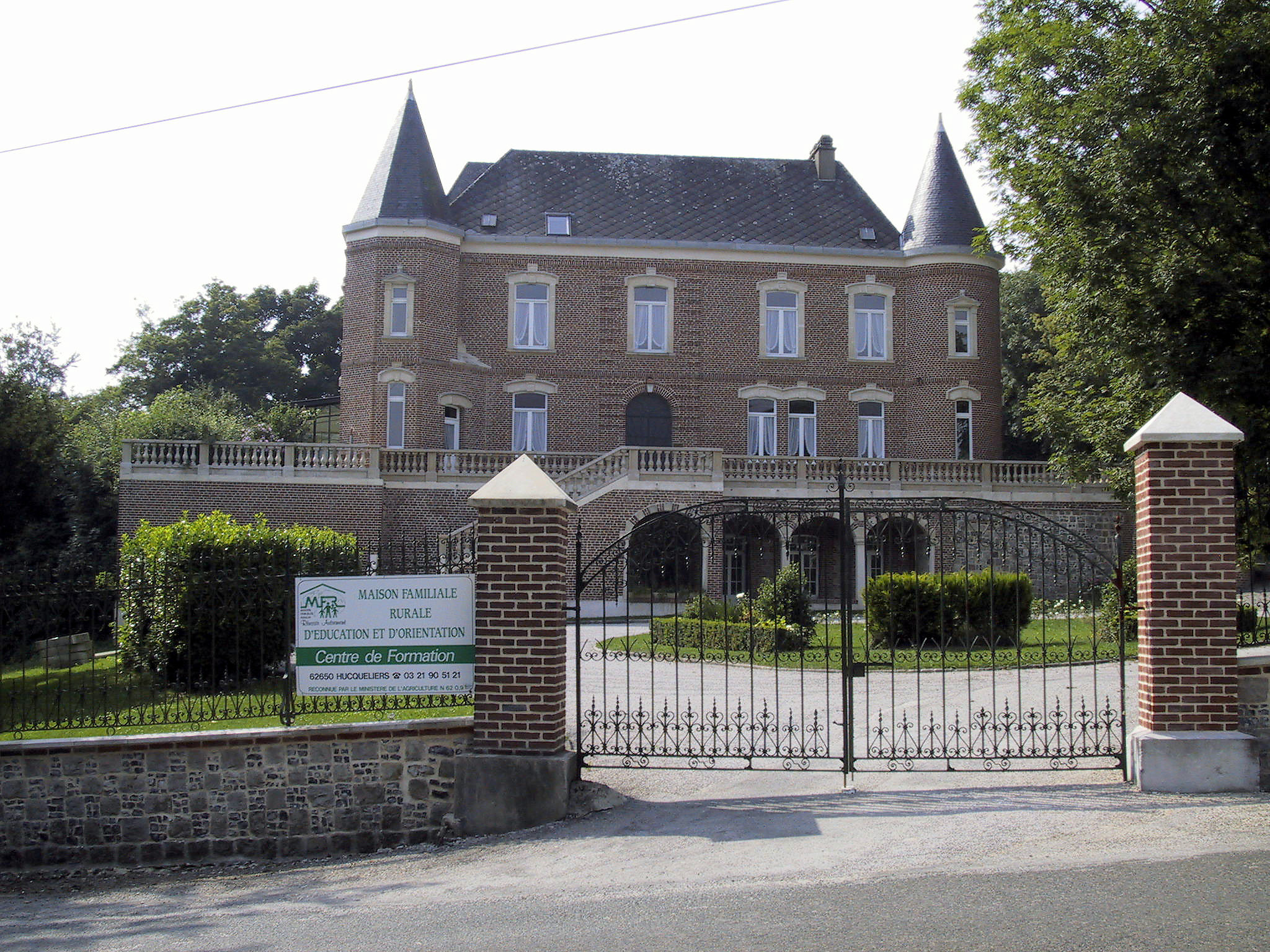
Le château.
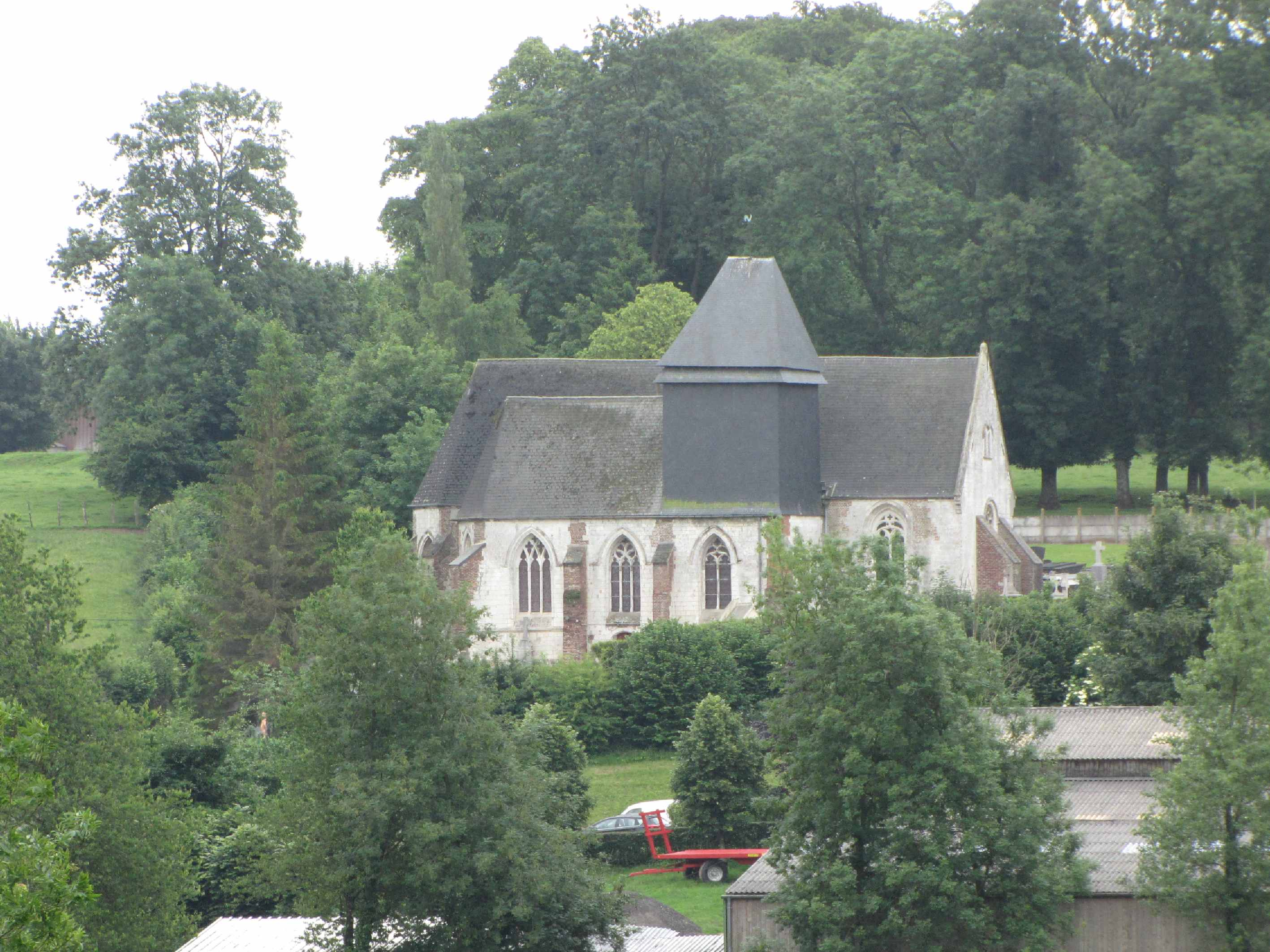
L'église Saint-André.
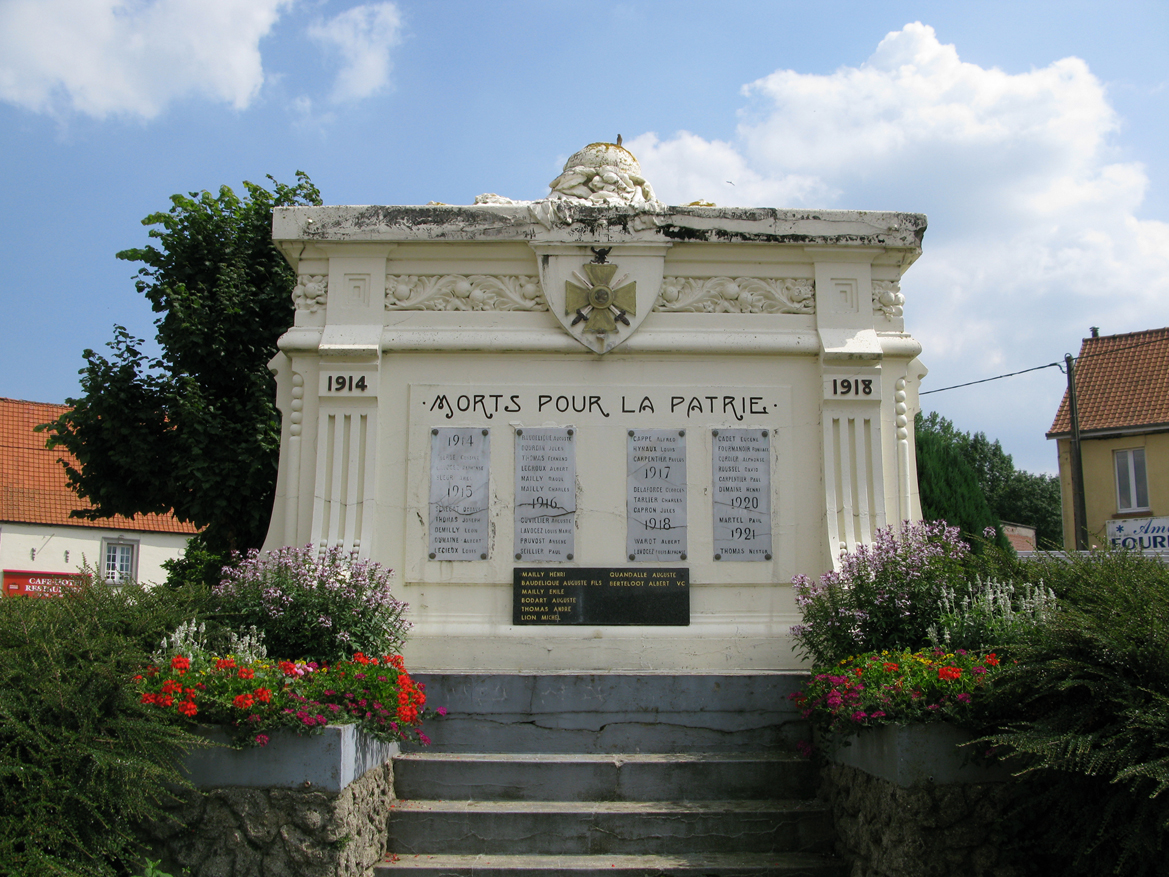
Le monument aux morts.

### Personnalités liées à la commune
- Gérard Houllier (1947-2020), entraîneur de football, a été professeur d'anglais au collège Gabriel-de-la-Gorce.

### Héraldique
| Blason de Hucqueliers | Blason  | Burelé d'argent et de gueules, au lion de sinople brochant sur le tout. |
| Blason de Hucqueliers | Détails | Inspiré des armes de Louis de Luxembourg, châtelain du lieu au XVe siècle, et qui portait « d'argent, au lion de gueules, armé, lampassé et couronné d'or, la queue fourchée passée en sautoir ». Adopté par la municipalité. |

## Pour approfondir

#### Bases de données, dictionnaires et encyclopédies
- Ressources relatives à la géographie :   - Insee (communes)
  - Ldh/EHESS/Cassini
- Ressource relative à plusieurs domaines :   - Annuaire du service public français
- Notices d'autorité :   - BnF (données)